# 810
Cette page concerne l'année 810  du calendrier julien. Pour l'année 810 av. J.-C., voir 810 av. J.-C. Pour le nombre 810, voir 810 (nombre).
L'année 810 est une année commune qui commence un mardi.

## Événements
- L'émir Aghlabide d'Ifriqiya Ibrahim ibn al-Aghlab est chassé de Kairouan par une révolte de la milice arabe (jund). Il doit installer sa résidence dans une forteresse construite à trois kilomètres au sud de la ville, al-Abbasiya[1].
- Début du règne de Devapala, roi pala du Magadha, en Inde (règne vers 810-850 ou 815-854). Il conquiert l'Assam et l'Orissa. Bouddhiste, il s’attaque violemment aux autres religions ce qui lui vaut l’hostilité du peuple[2].

### Europe

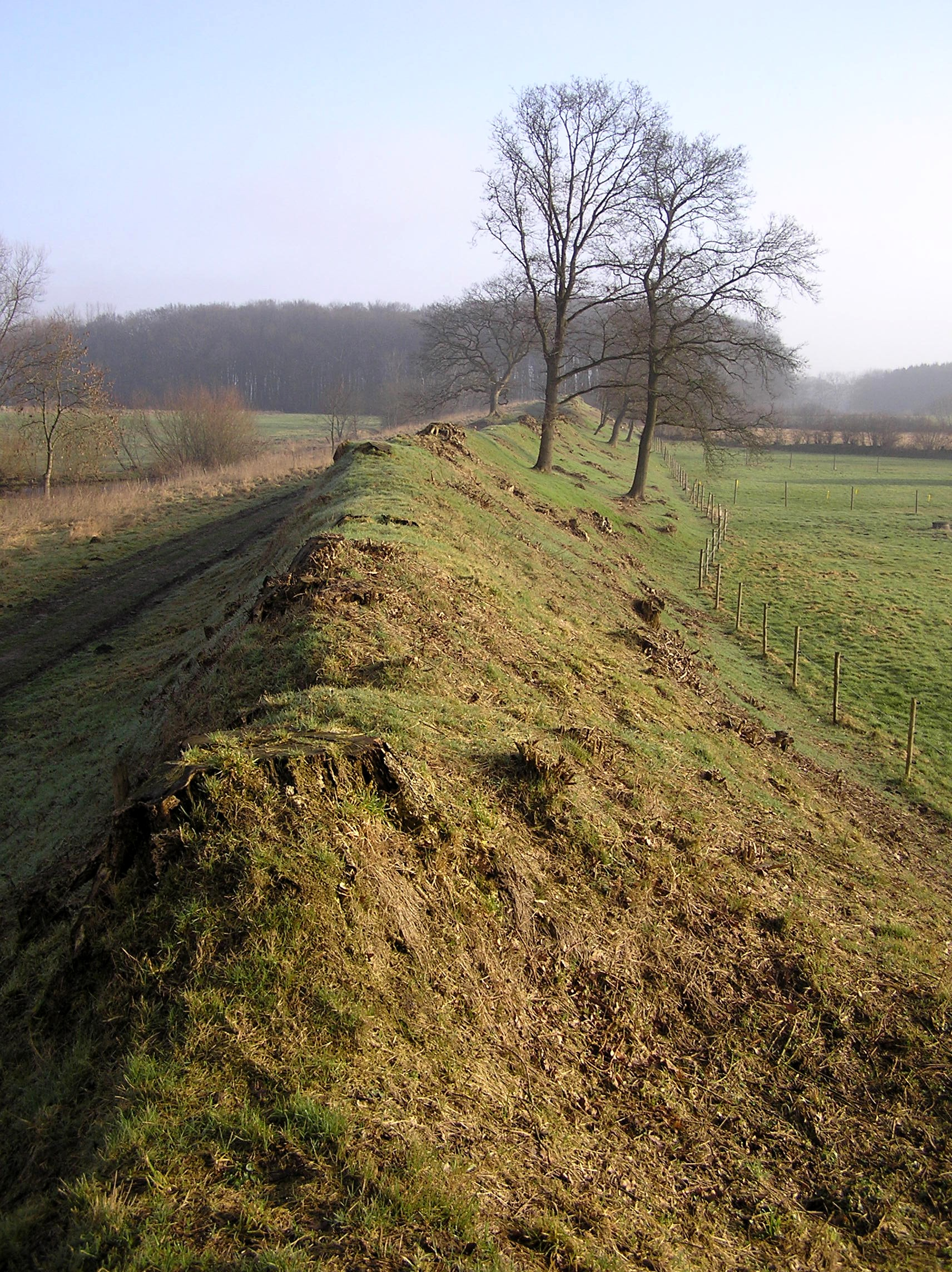
Le Danevirke.

- Janvier : le pape Léon III accepte le filioque comme vérité de foi mais ne juge pas opportun de l’inscrire dans la liturgie[3].
- Mars : le comte franc Egbert construit le château d'Essefeld, aujourd'hui Itzehoe, dans le Holstein[4].
- Printemps :
  - Les Maures d'Espagne ravagent la Sardaigne et la Corse qu'ils trouvent sans défense[5].
  - Pépin d'Italie,  fils de Charlemagne, ayant emprunté les bateaux de Comacchio, reprend la Vénétie et l’Istrie. Les habitants de la lagune se réfugient sur l'île du Rialto qui est assiégée par Pépin. Le siège ducal est transféré de Malamocco à Rialto, marquant le début de la construction de Venise. Venise se place sous la protection de l'empereur byzantin Nicéphore Ier[6].
  - Alors que Charlemagne prépare à Aix une expédition contre le Danemark, le roi des Danois Gotfrid débarque sur les côtes frisonnes avec deux cents navires après avoir ravagé les îles du long de la côte. Victorieux des Frisons, les Danois reçoivent un tribut de 100 livres d'argent[7].
- Été : 
  - Une flotte byzantine commandée par Paul, préfet de Céphalonie, oblige Pépin à abandonner ses conquêtes. Il meurt le 8 juillet à 33 ans[6].
  - Charlemagne intervient contre Gotfrid avec son armée, passe le Rhin à Lippenheim puis marche sur l'Aller et s'arrête au confluent de ce fleuve avec le Weser ; Les Wiltzes, alliés aux Danois détruisent la forteresse de Hambourg sur Elbe[4].
  - Gotfrid retourne au Danemark et renforce le Danevirke, mur de terre surmonté d’une palissade qui barre l’isthme (810-813)[8]. Il est assassiné et son neveu et successeur Hemming ne règnera qu’un an. Le pays est livré à la guerre civile et Charlemagne estime qu’une intervention n’est plus nécessaire[9].
- 1er octobre : un moine tente d'assassiner l'empereur byzantin Nicéphore Ier. Il est enfermé dans un asile d'aliénés[10].
- Octobre[7] : 
  - Ambassade de l’émir de Cordoue à Aix-la-Chapelle. Il accepte de négocier un traité de paix qui reconnaît l’influence franque sur toutes les terres au nord de l’Èbre (812)[5]. La marche d’Espagne est organisée militairement. Elle est rattachée à l’Aquitaine sur le plan administratif.
  - Ambassade de l'empereur byzantin Nicéphore Ier à Aix-la-Chapelle qui conclut la paix avec Charlemagne. Byzance obtient Venise, l’Istrie, la Liburnie et la Dalmatie[6].

- Charlemagne ordonne la construction d’une flotte. À l'automne 811, il se rend à Boulogne et à Gand pour inspecter les travaux[11].
- Épizootie bovine dans l’empire carolingien. Le bruit se répand dans le peuple que Grimoald, duc de Bénévent alors en guerre contre Charlemagne, aurait envoyé ses gens répandre des poudres vénéneuses dans les prés et dans les eaux[12].

## Naissances en 810
- 21 juillet : Al-Bukhari, écrivain et savant arabe d'origine perse[13].

## Décès en 810
- 7 janvier : Widukind de Saxe ou Wittekind de Saxe, dit le Grand, duc de Saxe, héros de la résistance saxonne à Charlemagne. (° v. 755).
- 6 juin : Rotrude, fille aînée de Charlemagne[14].
- 8 juillet : Pépin dit Carloman (777-810), fils de Charlemagne, roi d'Italie, à Milan[15].

- Godefroy ou Gotfrid, roi des Danois[4].